# Eugenio (humorista)
Eugenio Jofra Bafalluy, conocido artísticamente como Eugenio (Barcelona, 11 de octubre de 1941-Barcelona, 11 de marzo de 2001) fue un humorista español que se hizo famoso por sus apariciones en televisión durante las décadas de 1980 y 1990.

## Biografía
Nacido en la posguerra en España (aunque Eugenio nace en Barcelona, sus padres procedían de Benabarre y vivían en esta localidad de la provincia de Huesca; solamente se trasladan a la capital catalana para dar la bienvenida al recién nacido, tras lo cual vuelven a su localidad oscense[cita requerida]), tuvo una infancia difícil, marcada por un padre que le hizo no creer en sí mismo. Estudió dibujo en la Escuela Massana, y trabajó de joyero en los años 1960. Comenzó su camino artístico en 1965, formando el dúo musical "Els Dos" junto con su esposa, Conchita Alcaide, delineante andaluza aficionada a la música y con buena voz, quien murió de cáncer en mayo de 1980.
En la década de 1980 se hizo famoso como narrador —él decía «intérprete»— de chistes —tampoco le gustaba esta palabra; prefería «historias» o «cuentos»—. Su humor era absurdo y parte de su efectividad residía en su semblante permanentemente serio —«solo me río cuando cobro», solía decir—, en los cambios de ritmo que imponía apoyándose en las pausas para beber y fumar o encender los cigarrillos y en que no necesitaba recurrir a ninguna imitación de voces o acentos. Sus actuaciones eran en español, con un marcado acento catalán, y de vez en cuando soltaba alguna palabra o expresión típica catalana, como por ejemplo «carai», «coi», «home», «au», «hosti tu», «la mare de déu», «nen», entre otros. La frase con la que iniciaba las narraciones, «¿Saben aquell que diu...?» [¿saben aquel que dice...?], da ejemplo de ello.
Actuaba siempre vestido de negro, sentado habitualmente en un taburete,  con una bebida (vodka con naranja) y un cigarrillo (Ducados).
Eugenio disfrutó de una gran popularidad durante los años 1980, cuando se multiplicaban sus actuaciones en vivo y sus apariciones en televisión, y las grabaciones de sus chistes, en soporte casete, se vendían por doquier. Después, a principios de la década de 1990, se apartó de los escenarios, reapareciendo en la escena pocos años antes de su muerte, con el espectáculo Érase otra vez... Eugenio. En esa época tuvo un ataque al corazón del que se recuperó, pero los médicos le advirtieron que no sobreviviría a un segundo.
Sufrió depresión durante los últimos años de su vida y se refugió en la pintura y el esoterismo.
El día del nacimiento de su primera nieta, Eugenio le dijo a su hijo que "no podía más y quería morir". Al día siguiente murió. 
"Murió de pena", explican sus hijos, el 11 de marzo de 2001, a los 59 años de edad. Tuvo dos hijos, Gerard (1969) e Yvens (1971), de su primer matrimonio con Conchita Alcaide, y un tercero, Eugeni (1986), de su relación con Conchita Ruiz. Se casó una segunda vez con Isabel Soto en 1997.
En octubre de 2018 se estrenó un documental sobre su figura.
En 2023 se estrenó una película basada en su vida protagonizada por David Verdaguer y dirigida por David Trueba.
En 2025 en el Concurso oficial de agrupaciones del carnaval de Cádiz se presenta la chirigota Comparsa: Los Calaíta (fuimos a por tabaco). Una chirigota de toda la vida. de Alejandro Pérez Sánchez, 'Ale el Peluca', cuyo tipo y caracterización de la agrupación era la figura del humorista, llegando a ganar el primer premio en la modalidad de chirigotas. Gerard Jofra, hijo de Eugenio, hizo una aparición estelar al comienzo de su pase en semifinales.

## Discografía
- Eugeniadas
- Eugenio y los caballitos
- Con cierto sabor a Eugenio
- Eugenio con un cigarrillo
- Érase otra vez... Eugenio (2000)
- El último de... Eugenio
- El genio de Eugenio
- Eugenio con los niños

## Filmografía
- Un genio en apuros (1983)[4][8]

## Televisión
- La chistera (Telecinco, 1993)[4]